# Lionello Spada

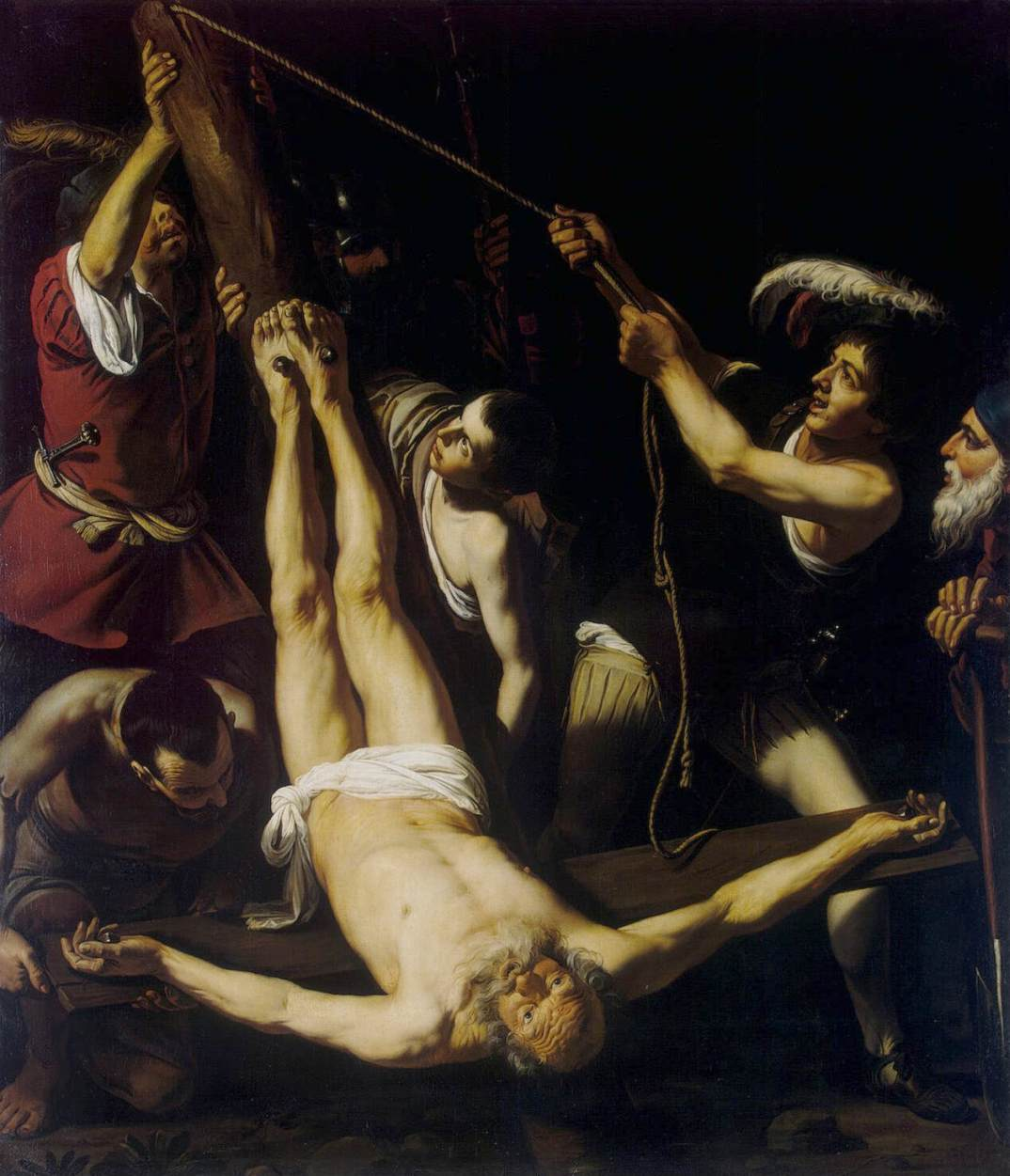
Lionello Spada, Męczeństwo św. Piotra

Lionello Spada (ur. 1576 w Bolonii, zm. 1622 w Parmie) – włoski malarz i rysownik okresu baroku.
Przedstawiciel szkoły bolońskiej. Był uczniem Cesarego Baglioniego, a następnie braci Carraccich. Po wyjeździe do Rzymu stał się uczniem Caravaggia, któremu towarzyszył w podróży do Neapolu i na Maltę. Przebywał także w Ferrarze, Modenie i Reggio.
Malował przede wszystkim obrazy religijne. Swoje dzieła często sygnował znakiem miecza (wł. spada).

## Dzieła
- Abraham i Melchizedech (ok. 1605) – Bolonia, Pinacoteca Nazionale,
- Cygańska wróżba (1614-15) – Modena, Galleria Estense,
- Ekstaza św. Franciszka – Modena, Galleria Estense,
- Eneasz i Anchizes (ok. 1615) – Paryż, Luwr,
- Kain i Abel – Neapol, Museo di Capodimonte,
- Kain zabijający Abla – Warszawa, Muzeum Kolekcji im. Jana Pawła II,
- Koncert – Rzym, Galleria Borghese,
- Koncert (ok. 1615) – Paryż, Luwr,
- Męczeństwo św. Piotra – St. Petersburg, Ermitaż,
- Powrót syna marnotrawnego – Paryż, Luwr,
- Starzec z księgą – Warszawa, Muzeum Narodowe (przypisywany),
- Św. Hieronim (ok. 1610) – Rzym, Galleria Nazionale d’Arte Antica,
- Św. Hieronim – Warszawa, Muzeum Narodowe.